# Ljuti Dolac
Ljuti Dolac je naseljeno mjesto u Gradu Širokom Brijegu, Federacija Bosne i Hercegovine, BiH. Nalazi se u zapadnoj Hercegovini, oko 10 km jugoistočno od Širokog Brijega. Prema popisu iz 2013. godine, u Ljutom Docu je živjelo 1479 stanovnika.

## Stanovništvo

### Popisi 1971. – 1991.
| Ljuti Dolac        |                |                |                |
| godina popisa      | 1991.          | 1981.          | 1971.          |
| Hrvati             | 1488 (99,46 %) | 1425 (99,58 %) | 1699 (99,70 %) |
| Srbi               | 6 (0,40 %)     | 5 (0,34 %)     | 1 (0,05 %)     |
| Muslimani          | 0              | 0              | 0              |
| Jugoslaveni        | 0              | 0              | 1 (0,05 %)     |
| ostali i nepoznato | 2 (0,13 %)     | 1 (0,06 %)     | 3 (0,17 %)     |
| ukupno             | 1496           | 1431           | 1704           |

### Popis 2013.
| Ljubotići          |                |
| godina popisa      | 2013.          |
| Hrvati             | 1478 (99,93 %) |
| Srbi               | 0              |
| Bošnjaci           | 0              |
| ostali i nepoznato | 1 (0,07 %)     |
| ukupno             | 1479           |

## Spomenik
Spomenik poginulim hrvatskim vitezovima iz II. svjetskog rata, poraća i Domovinskog rata u Ljutom Docu se sastoji od 15 kamenih granitnih ploča, a na svakoj ploči je fotografija i ime i prezime hrvatskog bojovnika. Uz mramorne ploče se nalazi i mramorni stup s ispisanih 166 imena poginulih u II. svjetskom ratu. Spomenik je podignut 1998. godine.

## Šport
- NK Blato Ljuti Dolac

## Crkva
Zaštitnica župe Ljuti Dolac je sveta Ana, majka Blažene Djevice Marije. Župa ima dva naselja u pastoralnom djelovanju, uz Ljuti Dolac tu su još i Biograci. Ljuti Dolac je dugo bio ispruženi tzv. Klin župe Blato (Čerigaj), a danas poznatije kao župa Široki Brijeg. Od ove matične župe Ljuti Dolac se odvojio 1864. godine. Osnivanjem župe Kruševo 1924. godine župa Ljuti Dolac se prvi put dijeli, a 1966. godine od ove župe se odvojila, a kasnije i osamostalila župa Jare i župa Ljuti Dolac je konačno dobila granice u kojima se danas nalazi. Današnju crkvu je od 1883. do 1890. sagradio fra Ivan Vasiljević. U potpunosti je obnovljena je 1920. godine. Zalaganjem fra Marka Dragićevića crkva je proširena. Od stare crkve je ostalo samo pročelje i dva uzdužna zida glavne lađe u dužini 19 metara, a visina dograđenog zvonika je 33 metra. 

## Poznate osobe
- Tihomir Mišić, časnik HVO-a, junak Domovinskog rata u BiH.[4]